# 플루타르코스
플루타르코스(그리스어: Μέστριος Πλούταρχος, Plutarch 46년~119년 이후)은 《플루타르코스 영웅전》의 저자로 널리 알려진 고대 그리스 시대의 철학자, 정치인 겸 작가이다. 그는 중기 플라톤주의 철학자들 중의 한 명이었으며, 플루타르코스 영웅전 외에 유명한 저작으로는 《도덕론》이 있다.

## 생애

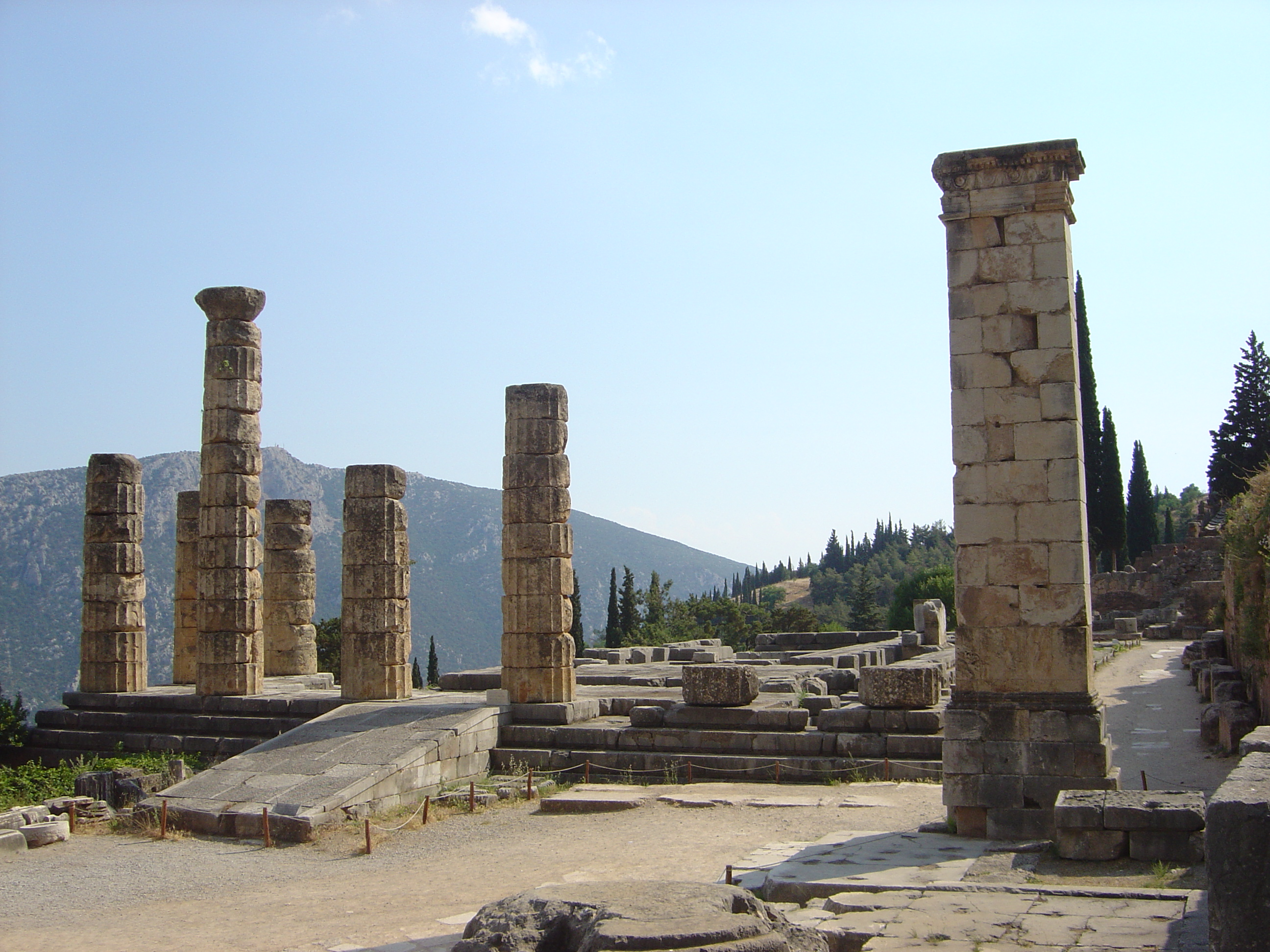
델포이에 있는 아폴로신전의 유적, 플루타르코스는 아폴로신전의 성직자였다.

플루타르코스는 46년 그리스 델포이 인근의 보이오티아지역에 있는 카이로네이아의 작은 마을에서 태어났다. 그의 집안은 풍족하였다. 그의 아버지 이름은 기록되어 있지 않으나 이름을 대물림하던 그리스의 풍습으로 추정하면 아마도 니카르쿠스일 것이다. 플루타르코스는 그의 저서 도덕론에서 자신의 할아버지 이름이 람프리아스라고 기록하고 있다. 그는 형제인 티몬과 람프리아스는 그의 에세이와 대화록에 자주 등장하고 있으며 그는 이들 형제를 따듯하게 기록하고 있다.
1624년 《플루타르코스 영웅전》을 프랑스어로 번역 출간한 루알두는 플루타르코스 아내의 이름이 티모세나였음을 밝혀냈다. 그는 플루타르코스의 저서에 끼어있던 아내에게 보내는 편지를 번역하였는데 여기서 플루타르코스는 2년 연상의 언니를 잃고 비탄에 빠진 아내를 위한하고 있다. 이 편지에서 장모인 티모세나를 언급하며 아내의 이름 역시 티모세나임을 암시하고 있다.
플루타르코스에게 몇명의 자식이 있었는지는 정확하게 알려진 바가 없다. 다만 플루타르코스는 플라톤의 대화편에 대한 논고에서 대화편에서 다루는 연회 장면을 자신의 아들 아우토불루스의 결혼 피로연과 비교하여 그의 아들 이름을 알 수 있게 해 주고 있다. 이 논고에 등장하는 소클라우스 역시 플루타르코스의 아들이란 주장이 있으나 이를 뒷받침하는 근거는 없다. 또한 함께 등장하는 에우리디케와 폴리아누스를 딸로 보는 주장 역시 증거는 없다.
플루타르코스는 66년~67년에 아테네의 아카데미에서 소요학파의 암모니우스에게 철학을 배웠다. 플루타르코스는 지금의 에스파냐, 이탈리아, 그리스, 알렉산드리아 등 지중해 연안의 여러 지방을 여행하였으나 인생의 대부분은 자신의 고향인 카이로네이아에서 보냈다. 그는 아폴로 신전의 신관이자 자신의 고향의 지방 행정관 및 대사의 임무를 수행하였으며 개인적인 시간에는 전기와 에세이를 저술하는 작가로서 생활하였다. 신관으로서 그의 역할은 아폴로의 신탁을 전하는 피티아의 말을 옮겨 적는 것이었다.
플루타르코스는 가장 유명한 아폴로 신전인 델포이의 아폴로 신전에서 여러해 동안 신관으로 있었다. 이 때문에 그는 로마 제국의 유명인사가 되었다. 그의 집에는 로마 전역의 유명인사들이 찾아 들었으며 그들과의 대화는 플루타르코스의 대화록에 기록되어 출판되었다. 그 외에도 그는 78편의 에세이와 도덕론을 저술하였다.
플루타르코스는 델포이이의 신관이자 카이로네이아의 지방행정관, 외교 대사의 역할도 수행하였다.

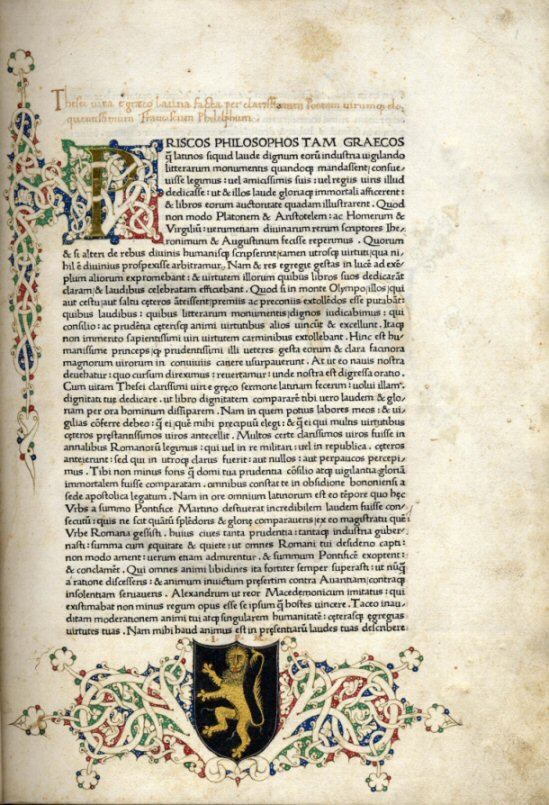
1470년 울리치 한이 출간한 플루타르코스 영웅전

## 플루타르코스 영웅전
플루타르코스의 가장 유명한 작품은 플루타르코스 영웅전이다. 이 영웅전은 고대 그리스와 로마 공화정 및 로마 제국의 널리 알려진 인물들에 대한 위인전이다. 그는 이 책을 통하여 도덕적인 가치와 실패를 나란히 저술하고자 하였다. 플루타르코스 영웅전은 23쌍으로 짝지어진 위인전과 짝이 없는 4개의 전기로 이루어져 있다.
이 위인전에는 솔론, 테미스토클레스, 아리스티데스, 페리클레스, 알키비아데스, 니키아스, 데모스테네스, 필로포이멘, 티몰레온, 디온, 알렉산드로스, 에페이로스의 피로스, 가이우스 마리우스, 술라, 로물루스, 폼페이우스, 마르쿠스 안토니우스, 마르쿠스 브루투스, 율리우스 카이사르, 키케로 등의 전기가 실려 있다.